# Locomotiva FS 720
Le locomotive Gruppo 720 sono state un particolare gruppo di locomotive a vapore con tender, di fabbricazione americana a vapore saturo e a semplice espansione, con motore a 2 cilindri, delle Ferrovie dello Stato per servizi merci.

## Storia
Il gruppo di 10 locomotive venne ordinato in seguito alla costituzione delle FS in conseguenza del fatto che occorreva sopperire con urgenza alla carenza di locomotive potenti per treni merci di rilievo. Le FS infatti avevano ereditato dalle cessate società private un gran numero di locomotive ma in gran parte obsolete e in cattive condizioni. Venne scelto un modello  di locomotiva di concezione tradizionale della prestigiosa fabbrica Baldwin di Filadelfia; le Ferrovie dello Stato ne ordinarono 10 unità che vennero consegnate tra 1906 e 1907; negli stessi anni vennero ordinate alla Baldwin anche 10 locomotive per servizio viaggiatori che andarono a costituire il Gruppo 666. Le macchine sviluppavano la notevole potenza di 900 CV e potevano raggiungere la velocità di 60 km/h in linea con le necessità del tempo.

## Caratteristiche tecniche
La locomotiva era di classica scuola americana, a vapore saturo e a semplice espansione, con alimentazione del forno a carbone e una notevole superficie di griglia, 3,47 m²; la caldaia era tarata a 14 bar mentre il motore era a 2 cilindri esterni. Il rodiggio era il classico Consolidation 1-4-0 con carrello Bissel di guida anteriore e 4 assi motori accoppiati; il tender era a carrelli con 20 m³ di acqua e 6 t di carbone. La massa per asse era contenuta in 14,7 t.
Erano locomotive dotate di freno ad aria compressa automatico e moderabile.